# Eucharassus chemsaki
Eucharassus chemsaki là một loài bọ cánh cứng trong họ Cerambycidae.